# 宗教法
宗教法係指基於宗教傳統而導出的道德及倫理準則，而不是依該個人的國籍、住所等。相關例子包括基督宗教的教会法、伊斯兰教的伊斯蘭教法、犹太人的哈拉卡及印度教法等。